# Olgujdach
L'Olgujdach (in russo Олгуйдах? anche traslitterato come Olgujdah) è un fiume della Russia siberiana nordorientale (Repubblica Autonoma della Sacha-Jacuzia), braccio sorgentifero di sinistra della Achtaranda (bacino idrografico del Viljuj).
Ha origine dal piccolo lago Tojmochu; scorre su tutto il percorso attraverso la regione rilevata dell'altopiano del Viljuj, confluendo poi da sinistra nel Viljuj. Il maggior affluente è il piccolo fiume Allach (80 km), proveniente dalla sinistra idrografica.
Come tutti i fiumi della zona, l'Olgujdach è gelato, mediamente, da ottobre a maggio.